# Sójová omáčka

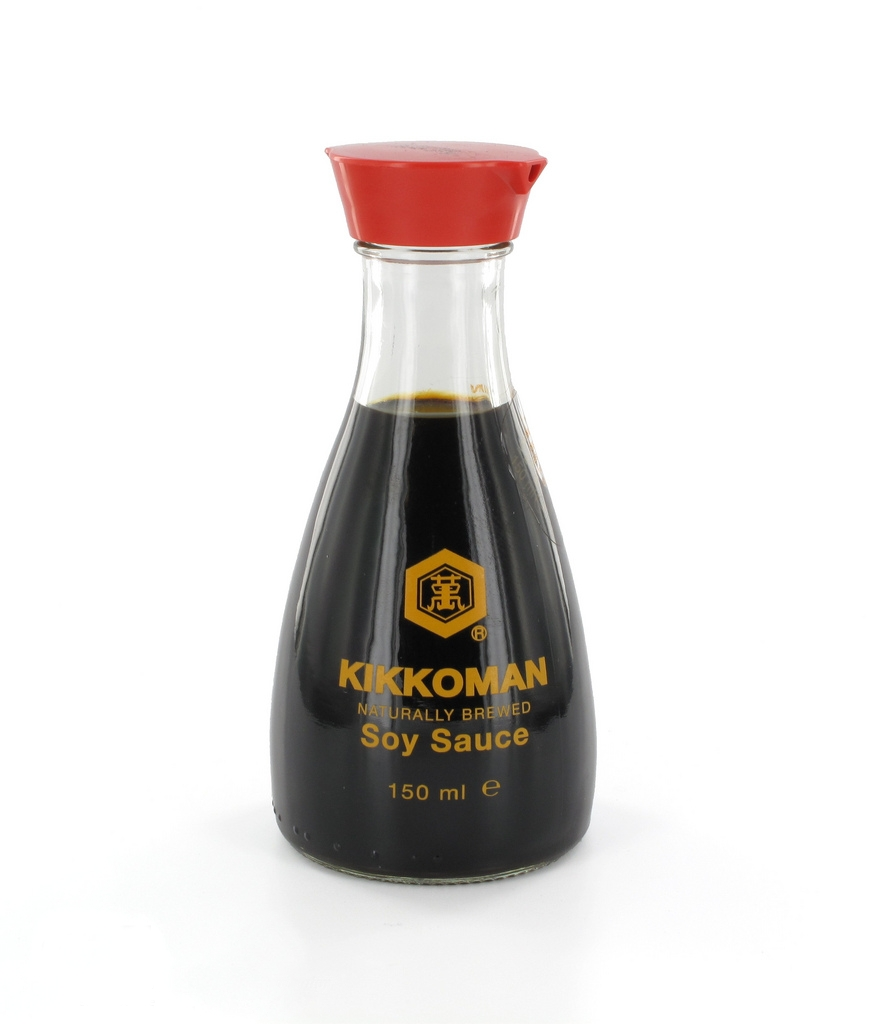
Sójová omáčka

Sójová omáčka (čínsky 醬油 – ťiang jou; japonsky 醤油 – šóju; hovorově sójovka) je řídká tmavě hnědá slaná omáčka ze sójových bobů, fermentovaných pomocí plísní rodu Aspergillus Aspergillus oryzae a Aspergillus soyae spolu s vodou a soli.
Pochází z Číny, kde se jako dochucovadlo používala více než 2500 let, a je typická pro asijskou kuchyni, v poslední době se ale čím dál více užívá i v západní kuchyni. Většinou se vyrábí průmyslově a pro použití v domácnostech se kupuje hotová.
Obsahuje velké množství antioxidantů a může být proto zdraví prospěšná jako prevence proti kardiovaskulárním chorobám.[zdroj⁠?!] V některých průmyslově vyráběných omáčkách se ale mohou objevit alergenní plísně a někdy i karcinogenní látky.